# Barîlivșciîna, Horol
Barîlivșciîna (în ucraineană Барилівщина) este un sat în comuna Ialosovețke din raionul Horol, regiunea Poltava, Ucraina.

## Demografie
Componența lingvistică a localității Barîlivșciîna
     Ucraineană (100%)
Conform recensământului din 2001, toată populația localității Barîlivșciîna era vorbitoare de ucraineană (100%).